# Nikoléta Kiriakopoúlou
Nikoléta « Nikól » Kiriakopoúlou ou Kyriakopoulou (en grec moderne : Νικολέτα (Νικόλ) Κυριακοπούλου, née le 21 mars 1986 à Athènes) est une athlète grecque, spécialiste du saut à la perche. Elle mesure 1,67 m pour 56 kg.

## Biographie
Elle est entrainée de 2002 à 2017 par Manólis Karagiánnis à Camiros, sur l'île de Rhodes.

### Débuts

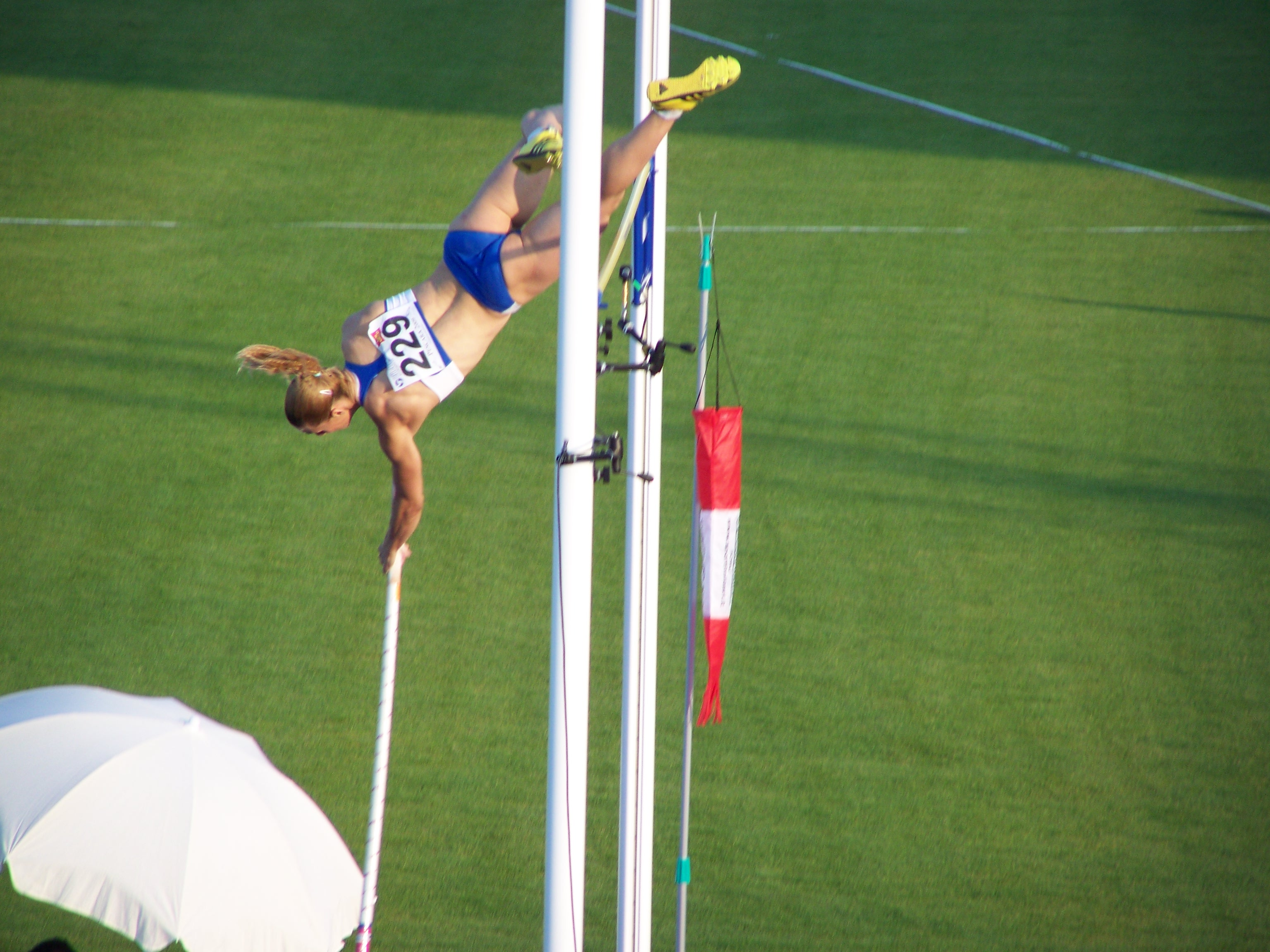
Kiriakopoúlou aux Jeux méditerranéens 2009

Son meilleur saut était de 4,50 m à Pescara où elle remporte la médaille d'or aux Jeux méditerranéens 2009. Auparavant, elle avait sauté 4,46 m à Athènes (Filothéi) le 27 mai 2009 et 4,45 m à Argos Orestiko (2008). En 2010, elle bat son record en le portant à 4,55 m à Doha le 14 mai. En août 2011, à Londres, elle améliore son record personnel avec 4,71 m puis termine huitième des Championnats du monde de Daegu avec 4,65 m.
Elle est médaillée de bronze des Championnats d'Europe d'Helsinki avec 4,60 m et termine septième deux ans plus tard à Zurich avec 4,35 m.
Le 26 janvier 2014, elle réalise 4,55 m pour prendre la deuxième place lors du meeting de Rouen en France derrière la Tchèque Jiřina Svobodová (4,63 m). Elle casse notamment la barre lors de son jump-off à 4,63 m. En mars suivant, elle casse sa perche lors de la finale des Championnats du monde en salle de Sopot et est déstabilisée à 4,50 m, prenant la dernière place du concours avec 4,30 m.

### Domination au niveau mondial (2015)
Le 19 février 2015, elle bat son propre record de Grèce en salle avec 4,76 m. Le lendemain, elle est dépossédée de ce record, battu par Ekateríni Stefanídi aux États-Unis avec 4,77 m. Mais, le surlendemain, Kiriakopoúlou bat à nouveau ce record national en franchissant 4,80 m à Birmingham. Favorite pour les Championnats d'Europe en salle de Prague, elle ne prend que la cinquième place du concours avec 4,50 m. Lors du meeting Areva de Paris, elle porte ce record à 4,83 m le 4 juillet 2015 et améliorant par la même occasion la meilleure performance mondiale de l'année qui était de 4,82 m par l'Américaine Jennifer Suhr. Elle remporte de plus les meetings de Shanghai et de Londres, la plaçant en tête de la Ligue de diamant.
Le 23 août, elle se qualifie pour la finale des Championnats du monde de Pékin en franchissant 4,55 m. En finale deux jours plus tard, elle remporte la médaille de bronze en franchissant 4,80 m dès son premier essai, sa première médaille dans un championnat mondial. Elle échoue par la suite à 4,85 (un essai) et 4,90 m (deux essais) laissant le titre à la Cubaine Yarisley Silva (4,90 m) et la médaille d'argent à la Brésilienne Fabiana Murer (4,85 m).
Elle remporte par la suite en fin de saison la Ligue de diamant en remportant la finale au Weltklasse Zurich avec 4,77 m. Le 22 décembre, elle est élue athlète grecque de l'année par sa Fédération.

### Saison 2016
Elle réalise son début de saison en salle en France où elle participera à de nombreux meetings : Kiriakopoúlou remporte le meeting de Rouen avec 4,71 m et échoue par trois fois dans sa tentative de record de Grèce à 4,82 m. Le 6 février, elle remporte le meeting de Mondeville en franchissant une barre à 4,76 m à son troisième essai. Elle échoue ensuite à 4,84 m,. Quatre jours plus tard, à Eaubonne, la Grecque s'impose en 4,65 m. Le 17 février à Stockholm, dans un duel acharné avec la Brésilienne Fabiana Murer, Nikoléta Kiriakopoúlou améliore son record de Grèce en salle en effaçant une barre à 4,81 m dès son premier essai. La Grecque fait une impasse échoue ensuite par trois fois à 4,91 m. Trois jours plus tard, ce record de Grèce est battu par Ekateríni Stefanídi avec 4,90 m.
Le 21 février 2016, lors de la première édition du meeting All Star Perche organisé par le perchiste Français Renaud Lavillenie à Clermont-Ferrand, Kiriakopoúlou se classe deuxième du concours avec 4,71 m, devancée aux essais par Fabiana Murer. Elle devance tout de même la Suissesse Nicole Büchler (4,62 m). Parmi les favorites pour le titre mondial en salle à Portland, la Grecque ne se classe que sixième du concours avec 4,60 m.
Gênée en début de saison par des douleurs physiques où elle réussit des concours modestes (4,53 m et 4,50 m), Kiriakopoúlou revient en forme lors du Golden Gala de Rome le 2 juin où elle franchit 4,75 m pour prendre la 2de place du concours derrière sa compatriote Ekateríni Stefanídi (4,75 m également). Les deux athlètes échouent à 4,85 m, barre qui aurait été synonyme de record de Grèce. Malade depuis un certain moment, la Grecque n'arrive pas à défendre complètement ses chances lors des Championnats d'Europe d'Amsterdam et échoue au pied du podium avec un saut à 4,55 m, laissant les médailles à sa compatriote Ekateríni Stefanídi (4,81 m), l'Allemande Lisa Ryzih (4,70 m) et la Suédoise Angelica Bengtsson (4,65 m). Incapable financièrement de recevoir les traitements nécessaires pour guérir sa blessure, elle est contrainte de déclarer forfait pour les Jeux olympiques de Rio de Janeiro.
Elle fait l'impasse sur la saison 2017 pour maternité,. Après 15 années de collaboration, elle quitte son entraîneur Manólis Karagiánnis et rejoint désormais le groupe d'Andréas Tsónis.

### Saison 2018
Après une pause maternité dans sa carrière, Nikoléta Kiriakopoúlou reprend la compétition le 13 janvier 2018, à l'occasion du traditionnel Perche Élite Tour en France. Elle franchit une barre à 4,60 m, s'inclinant face à la Française Ninon Guillon-Romarin, auteur de 4,71 m (record de France). Elle améliore d'un centimètre sa meilleure performance de la saison à l'occasion du Meeting de Paris le 7 février. Le 25 février, à Glasgow, elle améliore sa performance de la saison à 4,65 m, pour terminer 2e derrière sa compatriote Ekateríni Stefanídi (4,75 m).
Elle commence la saison estivale le 4 mai par le meeting de Doha et termine 4e avec 4,64 m. Deux semaines plus tard, à La Canée, elle réalise la meilleure performance européenne de l'année et la 5e mondiale avec 4,72 m, avant de tenter une barre à 4,84 m, sans succès. Le 28 juin 2018, aux Jeux méditerranéens de Tarragone, Kiriakopoúlou ne peut faire mieux que franchir une barre à 4,31 m, à la surprise générale, mais réussit tout de même à décrocher la médaille de bronze derrière la Française Ninon Guillon-Romarin (4,46 m) et la Slovène Tina Šutej (4,41 m).
Le 9 août 2018, en finale des championnats d'Europe de Berlin, Kiriakopoúlou améliore par deux fois sa meilleure performance de la saison, tout d'abord avec 4,75 m puis avec 4,80 m. Avec cette barre, elle remporte la médaille d'argent et réalise un doublé avec sa compatriote Ekateríni Stefanídi, titrée avec 4,85 m. Elle dédie cette médaille aux victimes des feux de forêt en Attique.

### Saison 2019
Le 16 février 2019, lors du meeting de Birmingham, elle égale son record personnel en salle de 4,81 m.

### Saison 2021
Le 5 août 2021, elle termine 8e des Jeux olympiques d'été de Tokyo avec une barre à 4,50 m.

## Vie privée
Le 4 décembre 2016, elle annonce être enceinte de son premier enfant,. Mi-mai 2017, elle met au monde sa fille.

## Palmarès
| Date | Compétition                       | Lieu             | Résultat | Marque  |
| ---- | --------------------------------- | ---------------- | -------- | ------- |
| 2004 | Championnats du monde juniors     | Grosseto         | 6e       | 4,00 m  |
| 2005 | Championnats d'Europe juniors     | Kaunas           | 7e       | 4,00 m  |
| 2008 | Championnats des Balkans          | Argos            | 1re      | 4,45 m  |
| 2009 | Jeux méditerranéens               | Pescara          | 1re      | 4,50 m  |
| 2010 | Championnats du monde en salle    | Doha             | finale   | NM      |
| 2011 | Championnats d'Europe en salle    | Paris            | 9e       | 4,35 m  |
| 2011 | Championnats d'Europe par équipes | Izmir            | 1re      | 4,30 m  |
| 2011 | Championnats du monde             | Daegu            | 8e       | 4,65 m  |
| 2012 | Championnats d'Europe             | Helsinki         | 3e       | 4,60 m  |
| 2014 | Championnats du monde en salle    | Sopot            | 12e      | 4,30 m  |
| 2014 | Championnats d'Europe             | Zurich           | 7e       | 4,35 m  |
| 2015 | Championnats d'Europe en salle    | Prague           | 5e       | 4,50 m  |
| 2015 | Championnats d'Europe par équipes | Héraklion        | 1re      | 4,65 m  |
| 2015 | Championnats du monde             | Pékin            | 3e       | 4,80 m  |
| 2015 | Ligue de diamant                  | Ligue de diamant | 1re      | détails |
| 2016 | Championnats du monde en salle    | Portland         | 6e       | 4,60 m  |
| 2016 | Championnats d'Europe             | Amsterdam        | 4e       | 4,55 m  |
| 2018 | Championnats des Balkans en salle | Istanbul         | 1re      | 4,50 m  |
| 2018 | Jeux méditerranéens               | Tarragone        | 3e       | 4,31 m  |
| 2018 | Championnats d'Europe             | Berlin           | 2e       | 4,80 m  |
| 2018 | Ligue de diamant                  | Ligue de diamant | 6e       | 4,57 m  |
| 2019 | Championnats d'Europe en salle    | Glasgow          | 3e       | 4,65 m  |
| 2019 | Championnats du monde             | Doha             | 13e      | 4,50 m  |
| 2021 | Jeux olympiques                   | Tokyo            | 8e       | 4,50 m  |

## Records
| Épreuve          | Épreuve   | Marque | Lieu                 | Date                            |
| ---------------- | --------- | ------ | -------------------- | ------------------------------- |
| Saut à la perche | Plein air | 4,83 m | Paris                | 4 juillet 2015                  |
| Saut à la perche | En salle  | 4,81 m | Stockholm Birmingham | 17 février 2016 16 février 2019 |